# Wola Uhruska
Wola Uhruska is een dorp in het Poolse woiwodschap Lublin, in het district Włodawski. De plaats maakt deel uit van de gemeente Wola Uhruska.

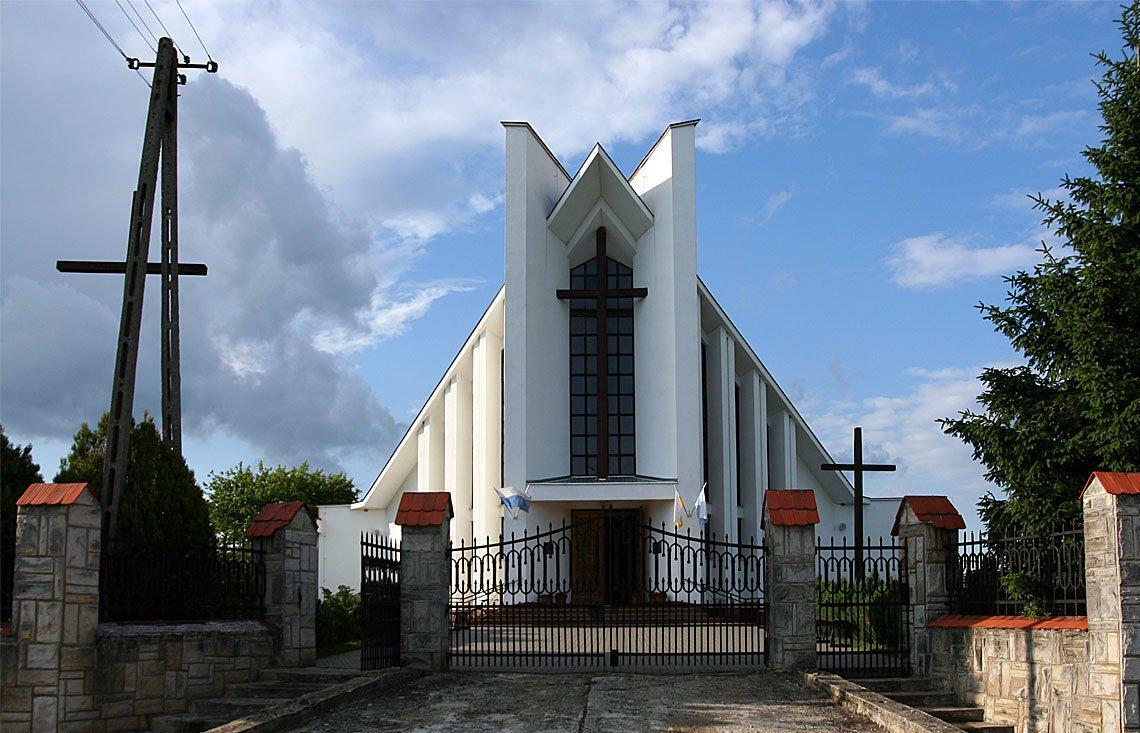
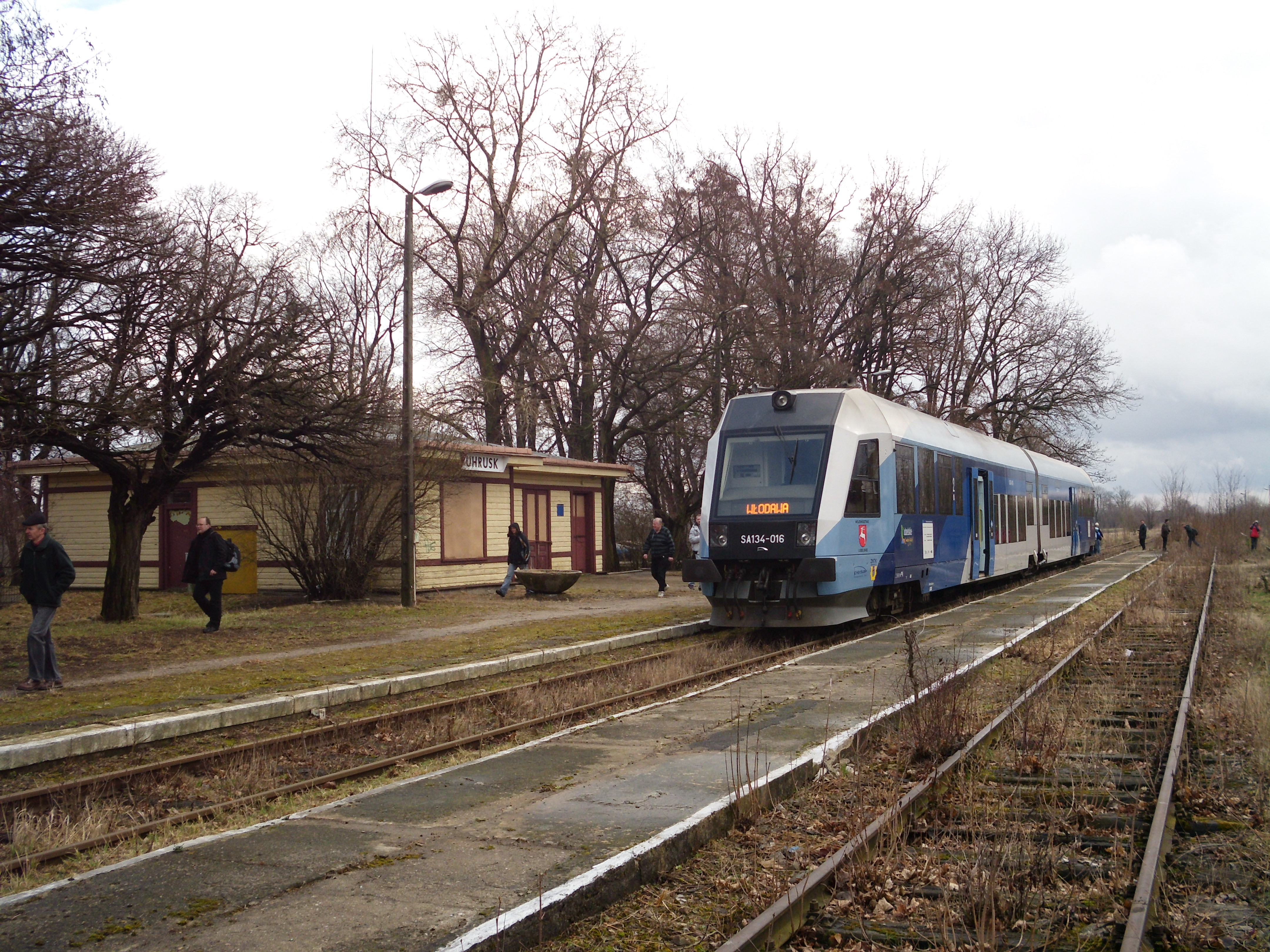
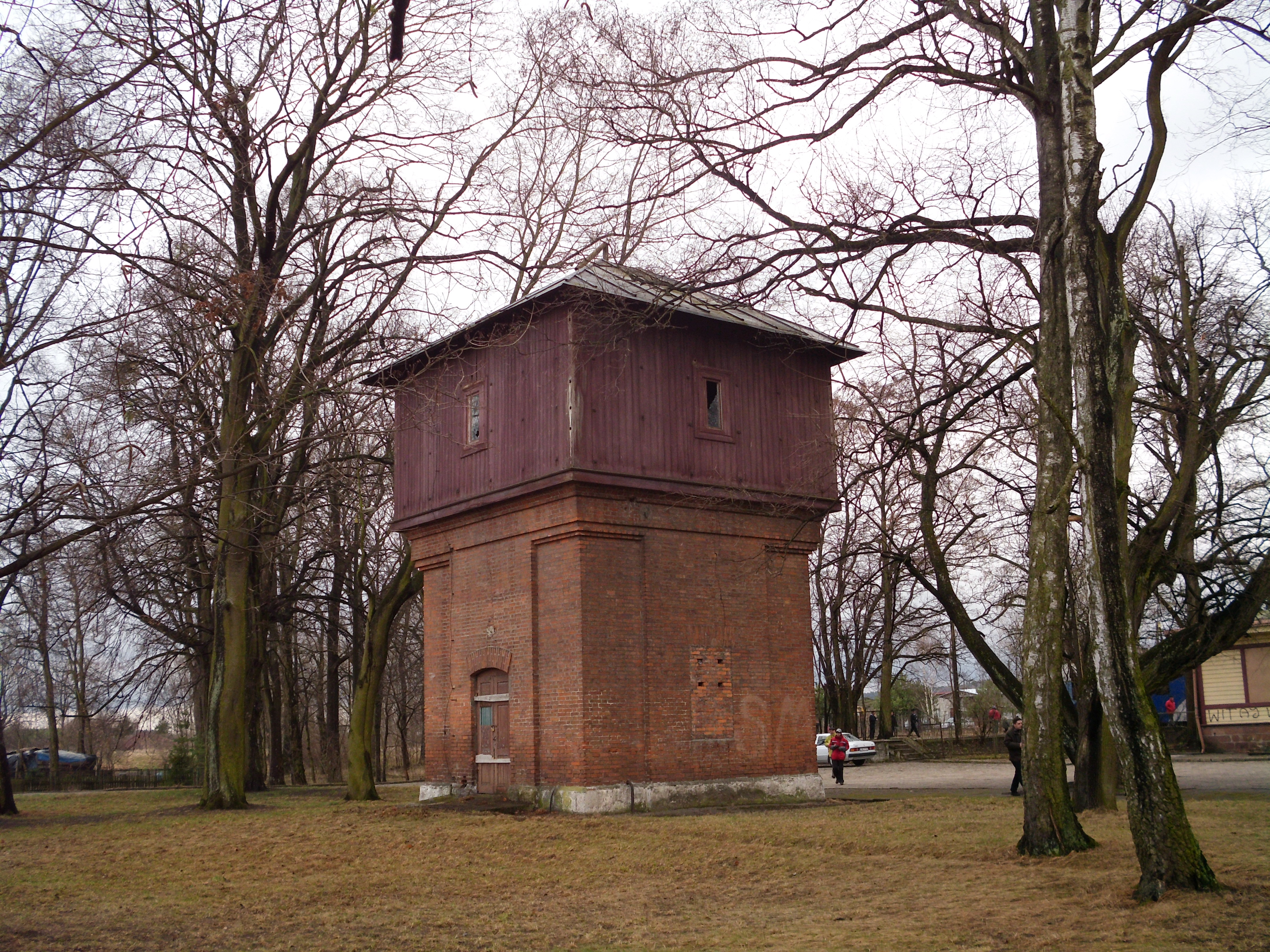